# عبد الهادي نعمان
عبد الهادي نعمان، لاعب كرة قدم قطري يلعب حالياً في نادي البدع.

## مسيرة اللاعب
لعب مع نادي الخريطيات ونادي السد ونادي المرخية ونادي البدع.

## روابط خارجية
- عبد الهادي نعمان على موقع Soccerway.com (الإنجليزية)